# Цона Артиђанале Сант'Антонио (Болцано)
Цона Артиђанале Сант'Антонио је насеље у Италији у округу Болцано, региону Трентино-Јужни Тирол.
Према процени из 2011. у насељу је живело 40 становника. Насеље се налази на надморској висини од 876 м.